# بودیملیا
شهر بودیملیا (به روسی: Будимља) در کشور مونته‌نگرو واقع شده‌است. جمعیت این شهر ۱٬۶۹۴ نفر  است.